# Dielsantha galeopsoides
Dielsantha galeopsoides är en klockväxtart som först beskrevs av Adolf Engler och Friedrich Ludwig Diels, och fick sitt nu gällande namn av Franz Elfried Wimmer. Dielsantha galeopsoides ingår i släktet Dielsantha och familjen klockväxter. Inga underarter finns listade i Catalogue of Life.